# 小金原御鹿狩
小金原御鹿狩（こがねはらおししかり）は、江戸時代に徳川将軍が現在の千葉県松戸市の小金牧の中野牧を中心として、鹿・猪等を狩った大規模な狩である。

## 概要
狩を行った将軍と時期は、吉宗が1725年（享保10年）と1726年の2回、家斉が1795年（寛政7年）、家慶が1849年（嘉永2年）である。それぞれ、享保の改革、寛政の改革、天保の改革の時の将軍である。家慶の狩には慶喜も同行しているため、小金原での鹿狩を経験した将軍は4人である。
狩は周到に準備を重ね、家斉の時には多数の勢子を用い数日に渡って小金牧のあった下総国のほか、上総、常陸、武蔵からも獲物を追い込んで行うという大規模なものであった。鹿狩と言っても、獲物には猪等、鹿以外の動物も多数含まれている。
狩には将軍の娯楽だけではなく、軍事演習と将軍の示威、農作物に害をおよぼし小金牧の馬と餌が競合する草食動物、馬を襲う野犬の駆除等の目的もあった。
『千葉縣東葛飾郡誌』（以下、東葛飾郡誌）では、寛永期に家光も狩を行ったとの話があるが、小規模だったため記録が定かではないとしている。
以下、各将軍の狩について記す。日付は旧暦で、特に出典の記述がないものは『徳川実紀』による。現代の書籍等、孫引きの意味での二次資料の引用は極力避ける。

## 吉宗
享保の改革を進めた吉宗にとっては、指揮体制の強化、新田開発の視察の意味もある。小金牧は江戸の西に比べ平坦で、家康や家光が狩を行った東金方面や同じ幕府の牧の佐倉牧より江戸に近く、農耕地に囲まれたながら農耕地でない小金牧は、大規模な鹿狩の場所として適していた。
享保10年3月18日、狩に先立ち、少老による小金原の狩場の巡視の記録がある。
享保10年3月27日、狩が行われた。確実な記録のある最初の大規模な鹿狩であるが、翌年の本格的実施に向けての準備の意味合いか、記述は少ない。丑の刻に江戸城を出て、両国橋で乗船、小菅で上陸、小金の牧に入った。鹿800余、猪3、狼1、雉子10を獲った。生類憐れみの令以降の鹿の増加が窺える。国立公文書館『享保小金原御場絵図
』等に、御立場（おたつば、後述）の記載があり、狩の中心は後の鹿狩とだいたい同じ場所だったと考えられる。完成が嘉永5年である絵図だけからでは、御立場の場所が厳密に同じとは断定できないが、『鳥籠の山彦：日暮硯異本』の、次の家斉の狩についての記述、「御物見台は故有徳院様御狩之節御築立被成候台を御用」に従えば、吉宗と家斉の御立場は同じである。また、御立場は、小富士とも称したとあり、御建場の表記もある。
享保11年3月27日。2月18日に狩の責任者任命の記録がある。前年と同じ闇夜での移動であり、満月の晩より鍛錬の効果は大きい。記録は前年より詳細である。伊達羽織を着た供を連れ、丑の刻に風呂屋口を出て - 二の丸銅門 - 両国橋から舟で綾瀬川 - 水戸橋で上陸 - 松戸宿で休息、先に来ていた家臣等が出迎え、狩場の牧に入った。当日は紫の紗をかけた笠等、富士山麓で狩を行った源頼朝に習った服装であった。
松戸宿から狩場までの家慶の御成道は、明治期の迅速測図、地形図と照し合せると、大分部分は鮮魚街道沿いに築かれた土手上の道で、松戸宿 - 千葉大学園芸学部西斜面下の斜面沿いの道 - 国道6号陣ヶ前交差点 - 国道464号 - 約1km東の本来の陣ヶ前で、陣ヶ前公園近くの交差点 -  鮮魚街道・千葉県道281号松戸鎌ケ谷線 - 稔台駅北 - 陣屋前 - 子和清水 - 鮮魚街道旧道 - 御立場に当たるが、途中道筋の変化もある。吉宗の場合、大きく違ったとする根拠は特にない。松戸市松戸新田に御成道附の地名が残る。
狩場では御立場を拠点として狩を行った。御立場は高5丈（約15m）、方180間（約320m）の台状に土を盛った山で、将軍の居場所にふさわしい調度品があった。跡地近くの五香公園に碑があり、少し離れて「御立場」と呼ばれるバス停（松戸新京成バス）がある。金ヶ作に騎射立場の地名が残る。鹿470、猪12、狼1を獲り、鷹狩も行った。
未の刻に狩は終わり、来た道を通り千住大橋から舟で両国橋、戌の刻に帰った。
『東葛飾郡誌』掲載の『下総国小金中野牧御鹿狩一件両度之書留』は、同行した9人の名前のほか、騎馬204人、幕府の794人を含め徒歩1,036人と記している。

## 家斉
寛政7年3月5日。子の刻に出て、両国橋から舟 - 水戸橋から馬 - 卯の刻半に松戸で休息 - 辰の刻半に狩場に着いた。記録はさらに詳細になり、家斉の服装・乗馬の他、獲物についても、家斉自身が鹿5を獲た外、鹿21、猪12は突いて獲った人物ごとに記され、外に鹿86、猪2、兎9、狐3、貂3、狸1、雉子1、合わせて132疋だったということである。数字をすべて合計すると143、疋ではなく羽と数える兎と雉子を除くと133疋である。名前があるのは、将軍の側近だけであり、鹿・猪を獲るのは一種の特権であったことが示唆される。
毛筆で書かれた『小金鹿狩』には、御獲物として「鹿五御突留」の後、獲物と人物名が記された中に、「姓名不知」とした所が複数あり、最後に「都合百拾六疋」とある。判読が難しい犬が獲った鹿を8とすると、実際の合計は、鹿109、猪11、狸3、狐3で、兎と雉子を除いても合計は126で、『徳川実紀』との違いが見られる。獲物を獲た方法別にまとめられた姓名不知の鹿の合計は、7・7・1・46の計61である。原資料が同じ可能性が高い1917年（大正6年）『国史叢書』の『寛政七卯年御鹿狩御役人附』には、「御物数 鹿五つ御上」の後、だいたい同じ記述があり、最後に「都合百十疋」、改行の後〔姓名不知とは百姓の分なり〕とあるが、『小金鹿狩』にある「牧士生捕」や獲物数の欠落部分があり、獲物の合計は兎と雉子と数字の欠落を除いても114である。高知県立図書館蔵『小金原御鹿狩』には、『国史叢書』の「姓名不知」にほぼ相当する所には御小姓の姓名が書かれている。『国史叢書』は小姓と百姓を間違えるという杜撰な編集によることを示す。『小金鹿狩』にない「御勘定姓名不知御鳥見」の記述もあり、勘定方で鳥見役の百姓が存在するはずがないことから、さらに、校正も不完全なことも示す。また、『国史叢書』の記述は、百姓が将軍の近くで刺殺用の武器を携行し、大名・旗本を差置いて鹿を得たことを意味し、編集者の武家社会に対する根本的な知識の欠如も示し、信頼性に欠ける。
亥の刻に帰還した。すでに、鹿が減少し、農民にとっては、生きた獲物の確保が義務付けられ、害獣駆除の恩恵より使役の色合が強くなっていた。
『日本疾病史・上巻』には、直後に流行したインフルエンザが「御猪狩風」と呼ばれたとの記述がある。
『東葛飾郡史』掲載の『乙卯歳金原御猟記』によると、獲物は武蔵・上総・下総・常陸の4国5郡から集められた。川を越えたことになるのは、予め捕え、牧に放した獲物も含むためである。鹿の減少が著しいことが判る。また、行き倒れの猪鹿も持って来るよう指示が出され、怠ると面倒なことになるとされていた。狩の前年には中野牧・下野牧の馬は下野牧東の六方野境田谷に土手を築いて集めて移すよう御触書が出され、狩の準備の周到さが窺える。同書の地図によると、狩の時の家斉の主な居場所である御立場は家慶の時と同じ場所で、前述の五香公園近くである。現常盤平から北の金ヶ作の「一名川越新田」の道沿いには番士の小屋が並び、馬も準備されていた。金ヶ作字川越近くの神社の碑文には川越藩出身者による新田開発が記されている。
野田市立図書館の解説にある鳥井戸という地名は現上本郷駅付近と御立場のあった五香にあり、後者を指す。
1919年（大正8年）の『東葛飾郡案内』の高木村の項に、御立場の残存と、寛政3年の狩の時に築かれたとの伝承の記述がある。字五香六実字元山善光寺の東南3丁余りの林間にあり、高さ1丈5尺余り、頂上64坪、盤面を成し、坂路が四方に通じ、数十株のサクラが植えられているとしている。
国立公文書館に前掲の資料を含め『大狩盛典』としてまとめられた多数の資料があり、御立場の東の高柳から、かがり火を焚いて獲物を追い立てる夜景を描いた、1811（文化8）年、早稲田大学図書館蔵『総州小金原御鹿狩図』、1854（嘉永7）年『小金原田蒐之図』、御立場までの御成道を詳細に描いた千葉県立図書館蔵『小金原御鹿狩之記図会（写）』、御立場付近を描いた筑波大学附属図書館蔵『小金御鹿狩町間付画図（図は旧字体）』ほか多数の記録がある。豊島区役所には、次の家慶の狩とともに随行した武士が獲物を下賜されたことを記した鹿碑・えい碑が同区駒込にある旨の紹介がある。
1903年『古今卯年物語』などの読み物、1911年『侠客殿様源次』などの講談の題材にもなった。

## 家慶
嘉永2年3月18日。2月27日には駒場野で練習を行った。先例と違いほぼ満月である。
『千葉縣東葛飾郡誌』では、鹿狩を慶喜公十三歳の時をもって最終とす旨記され、家慶より先に記されている。
両国橋から舟 - 千住大橋、千住新宿松戸で小休止、和名谷村金作陣屋前清水御林の下を通り御立場に着いた。和名谷は松戸市和名ヶ谷、金作陣屋は松戸市陣屋前にあった小金牧の中野牧・下野牧を管轄する役所、清水は陣屋近くの子和清水と考えられる。小金牧参照。鹿29、猪122、兎100、雉子2を得た。
『東葛飾郡史』掲載の『小金野夢物語』は現江戸川までの橋の補強、江戸川を渡るための船を連ねた「船橋」の設置、御成道の土を盛った整備と1町約100mごとの道の左右の提灯の設置、松戸の松龍寺での将軍の休息を記している。同様に、御立場は方30余間（54m以上）、高2丈5尺（約7.5m）、青々とした野芝を植えて補強し、頂上部の広さ8間余で東向き2間四方の御殿があった。勢子等の人足は各地の石高に応じて割振られ、石高から4,9992人と推定している。
『小金野夢物語』は題名と内容から庶民向けの読み物と考えられ、浮世絵・錦絵でも『小金原御鹿狩御場所図』やあくまで源頼朝の狩として嘉永元年・歌川貞秀『冨士の裾野巻狩之図』などが出されている。家斉の狩とともに、御立場・街道・谷津・土手の形状を正確に描いた図がある。
狩には、慶喜も同行し、慶喜は猪の出現も考え、豚を使って馬が豚を見ると駆け寄るようになるまで訓練したと、渋沢栄一が『徳川慶喜公伝』に記している。
この狩の時、徳川斉昭より姉小路へ書簡が送られたとの記述が福地源一郎『幕末政治家』にある。
御立場は昭和10年代まで残り、迅速測図や戦前の地形図で位置を確認できる。迅速測図では測量点として用いられ、地形図によると周囲より約7m高かった。
明治期、下野牧跡に当る習志野で、天覧の軍事演習を描いたとする『下総国習志野原大調練天覧之図』があるが、御立場と酷似した土台、近くの谷津と形が酷似した雲、多数の鹿や猪とそれらを追う兵士が描かれている。
2013年から『大狩盛典』に資料が掲載されている。
国立歴史民俗博物館歴博画像データベースで、歌川貞秀『富士の裾野巻狩之図』『冨士巻狩の図』、歌川国芳『源頼朝公富士嶺牧狩之図』、歌川景秀『冨士之裾野御狩図』、歌川芳員『頼朝公冨士巻狩之図』、歌川国安『浮絵頼朝公冨士蒔苅之図』、『小金ヶ原御用掛御役人附』の各画像は閲覧できる。